# Mário Clemente Neto
Mário Clemente Neto C.S.Sp. (ur. 7 sierpnia 1940 w Itaúna, zm. 8 sierpnia 2024 w Belo Horizonte) – brazylijski duchowny rzymskokatolicki, w latach 1982-2000 biskup prałat Tefé.

## Życiorys
Święcenia kapłańskie przyjął 14 sierpnia 1966. 31 lipca 1980 został prekonizowany biskupem koadiutorem Tefé. Sakrę biskupią otrzymał 19 października 1980. 15 grudnia 1982 objął urząd biskupa prałata Tefe. 19 października 2000 zrezygnował z urzędu.